# Рибера (Агридженто)
Рибера (итал. Ribera) — коммуна в Италии, располагается в регионе Сицилия, подчиняется административному центру Агридженто.
Население составляет 19 512 человека (на 2012 г.), плотность населения составляет 171 чел./км². Занимает площадь 118 км². Почтовый индекс — 92016. Телефонный код — 0925.
Основатель города Луиджи Монкада назвал его в честь своей жены Марии де Риберы.
Рибера также известна как Апельсиновый город (итал. Città delle Arance).
Покровителем населённого пункта считается святитель Мирликийский Николай Чудотворец. Праздник ежегодно празднуется 6 декабря.
Город является родиной Франческо Криспи, одного из ведущих политиков Италии конца XIX начала — XX века.